# Pterostichus aethiops
Pterostichus aethiops es una especie de escarabajo terrestre del género Pterostichus, categorizada en la tribu Pterostichini, de la subfamilia Harpalinae. Fue descrita por Panzer en 1796.

## Distribución
Se distribuye por Gran Bretaña, Finlandia, Francia, Bélgica, Alemania, Suiza, Austria, Chequia, Eslovaquia, Hungría, Polonia, Estonia, Letonia, Lituania, Bielorrusia, Ucrania, Italia, Eslovenia, Bosnia y Herzegovina y Rusia.